# IPad 2

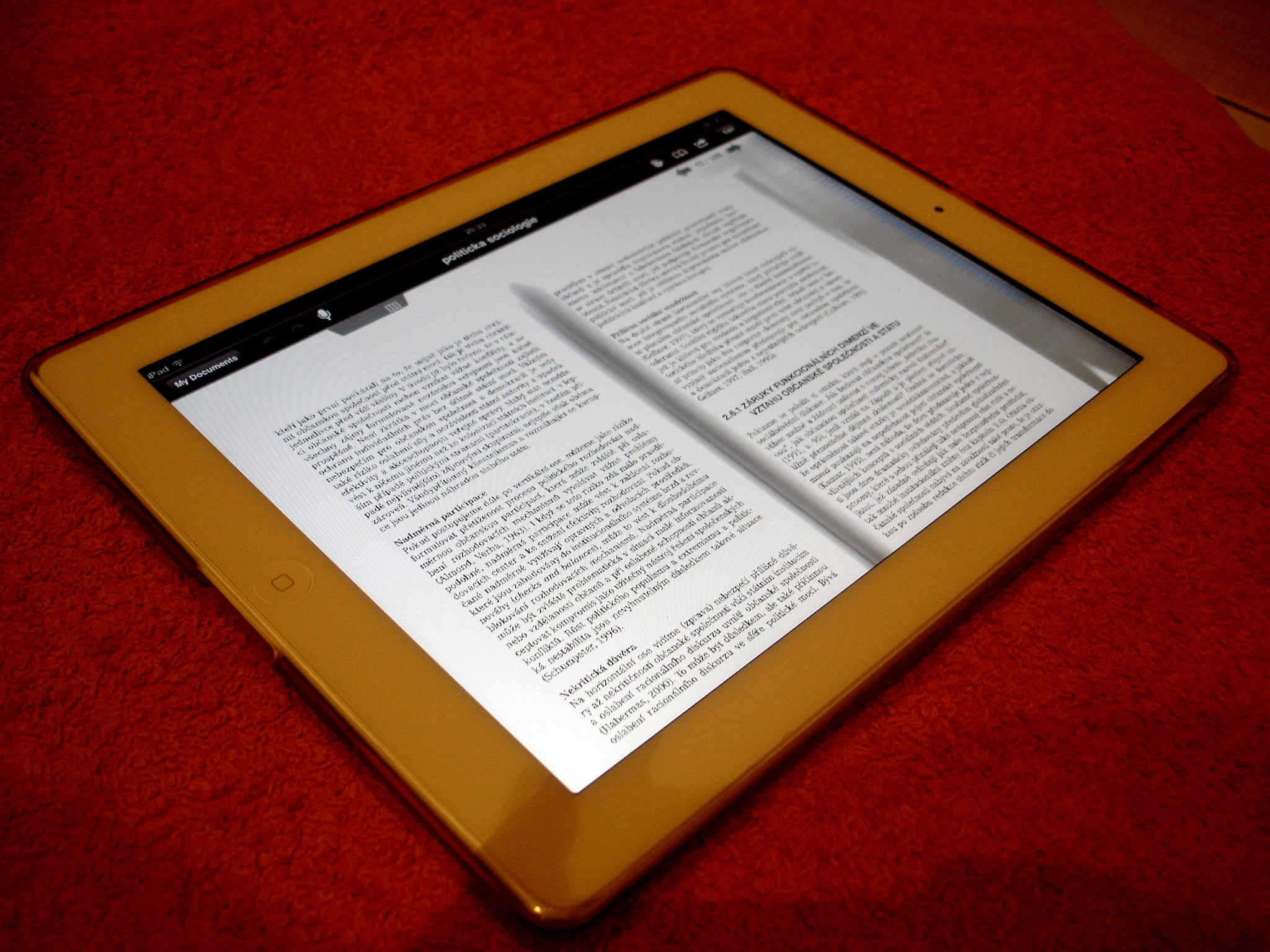
iPad 2 při čtení knihy

iPad 2 je druhá generace tabletu iPad. Slouží především jako platforma pro audiovizuální média, včetně knih, časopisů, filmů, hudby, her, prezentace a prohlížení webových stránek. Je k dispozici v černé nebo bílé barvě. iPad 2 má lithium-iontovou baterii, která vydrží až 10 hodin. Nová verze tabletu disponuje dvoujádrovým procesorem Apple A5 a dvěma kamerami, a to VGA vpředu a 720p vzadu.
Společnost Apple představila tento tablet 2. března 2011 a začal se prodávat na internetových stránkách a obchodech od 11. března 2011.

## Historie
Apple začal prodávat iPad 2 na svých internetových stránkách dne 11. března 2011 a ve svých prodejnách v USA. Mnoho obchodů ve velkých městech, jako je New York, mělo vyprodáno během několika hodin. IPad 2 byl zveřejněn mezinárodně v 25 dalších zemích 25. března 2011, včetně Austrálie, Rakouska, Belgie, Kanady, České republiky, Dánska, Finska, Francie, Německa, Řecka, Islandu, Itálie, Irska, Lucemburska, Maďarska, Mexika, Nizozemí, Nového Zélandu, Norska, Polska, Portugalska, Španělska, Švédska, Švýcarska a Velké Británie. Společnost Apple oznámila, že iPad 2 bude vydán v Hongkongu, Japonsku, Jižní Koreji, Singapuru, Malajsii a dalších zemí až v dubnu 2011. Prodej v Japonsku byl 25. března odložen kvůli zemětřesení a tsunami, která zasáhla celý národ 11. března 2011.

## Software
iPad 2 používá iOS 6.1.3 software, který byl zveřejněn 3. května 2013. Podporuje také nejnovější iOS 9.3.5 IPad 2 také přináší novou aplikaci Photo Booth, ve které mohou uživatelé pořizovat fotografie a v jednom okamžiku provádět jejich korekci. Do iPadu je možné nainstalovat nesčetné množství aplikací, které je možné zakoupit a nebo zdarma stáhnout na App Store, jenž je webovým portálem zajišťující softwarovou podporu.

## Hardware
iPad 2 obsahuje nový procesor A5, přední a zadní kameru a tříosý gyroskop. Některé součásti musely být zmenšeny, aby se do ultratenkého těla iPadu 2 vešly.

## Displej a ovládání
Původní i nová verze tabletu iPad má čtyři ovládací prvky včetně tlačítka pro návrat na domovskou obrazovku, které je umístěno pod displejem. Zbylé tři plastové přepínače na boku slouží pro zapnutí a vypnutí zařízení režim, ovládání hlasitosti a třetí spínač pro deaktivaci rotace obrazovky a tichý režim.

## Napájení
iPad 2 disponuje dobíjecí lithium-iontovou polymerovou baterií, která má výdrž 10 hodin, stejně jako Ipad první generace. Nabíjí se přes USB rozhraní. Baterie je široka 2,5 mm tedy o 59% menší než původní baterie s třemi buňkami místo dvou.

## Kamera
Tablet je vybaven dvěma kamerami (přední a zadní), které umožňují FaceTime videohovory s iPhone 4, se čtvrtou generací iPod Touch a Macintosh s Mac OS X 10.6.6 nebo novější, který je vybaven webovou kamerou. Čelní kamera má rozlišení 0,3 MP a natáčí video ve VGA kvalitě (30 snímků/sec.). Druhá kamera, umístěná na zadní straně tabletu má rozlišení 0,7 MP a je schopna natáčet video v rozlišení 720p HD (30 snímků/sec.) spolu s 5 násobným digitálním zoomem. Obě kamery pracují s poměrem stran obrazu 4:3. Zadní kamera natáčí video v širokoúhlém formátu 16 : 9 tak, aby odpovídala standardu 720p.

## Apple A5 procesor
Do iPadu 2 byl přidán Dual Core procesor Apple A5. Apple tvrdí, že zdvojnásobuje rychlost zpracování a má grafické zpracování, které je až devětkrát rychlejší než předchozí iPad.